# Папук
Папук (хорв. Papuk) — горная цепь в западной Славонии на востоке Хорватии. Высочайшая вершина также называется Папук, располагается в центральной части цепи и имеет высоту 954 метра.
Папук прилегает к горным массивам Билогора (на северо-западе), Крндийя (на востоке), Равна Гора и Псунь (на юго-западе). Горная цепь имеет длину более 40 километров, вытянута с северо-запада на юго-восток. К северу от Папука лежит низменный регион Подравина, к югу — Пожегская долина и город Пожега. У западных склонов горной цепи расположен город Дарувар, восточный конец Папука выходит к городу Ораховица. Через Папук проходит автомобильная дорога Слатина — Пожега.
Горная цепь Папук объявлена природным парком, кроме того в этом охраняемом регионе образован геопарк. В 2007 году Геопарк Папук стал 30-м и первым в Хорватии членом Европейской сети геопарков.